# Sirius (odrůda jablek)
Sirius  (Malus domestica 'Sirius ') je ovocný strom, kultivar druhu jabloň domácí z čeledi růžovitých. Plody jsou řazeny mezi odrůdy zimních jablek, sklízí se v říjnu, dozrává v listopadu, skladovatelné jsou do dubna. Odrůda je považována za rezistentní vůči některým chorobám, odrůdu lze pěstovat bez chemické ochrany.

## Historie

### Původ
Byla vyšlechtěna v ČR, v Ústavu experimentální botaniky AVČR, Střížovice. Odrůda vznikla zkřížením odrůd 'Golden Delicious' a 'Topaz'.

## Vlastnosti
Odrůda je triploidní, takže je špatným opylovačem.

### Růst
Růst odrůdy je bujný, později střední. Koruna je spíše rozložitá. Pravidelný řez je vhodný, zejména letní řez.

## Plodnost
Plodí středně brzy, průměrně a pravidelně.

## Plod

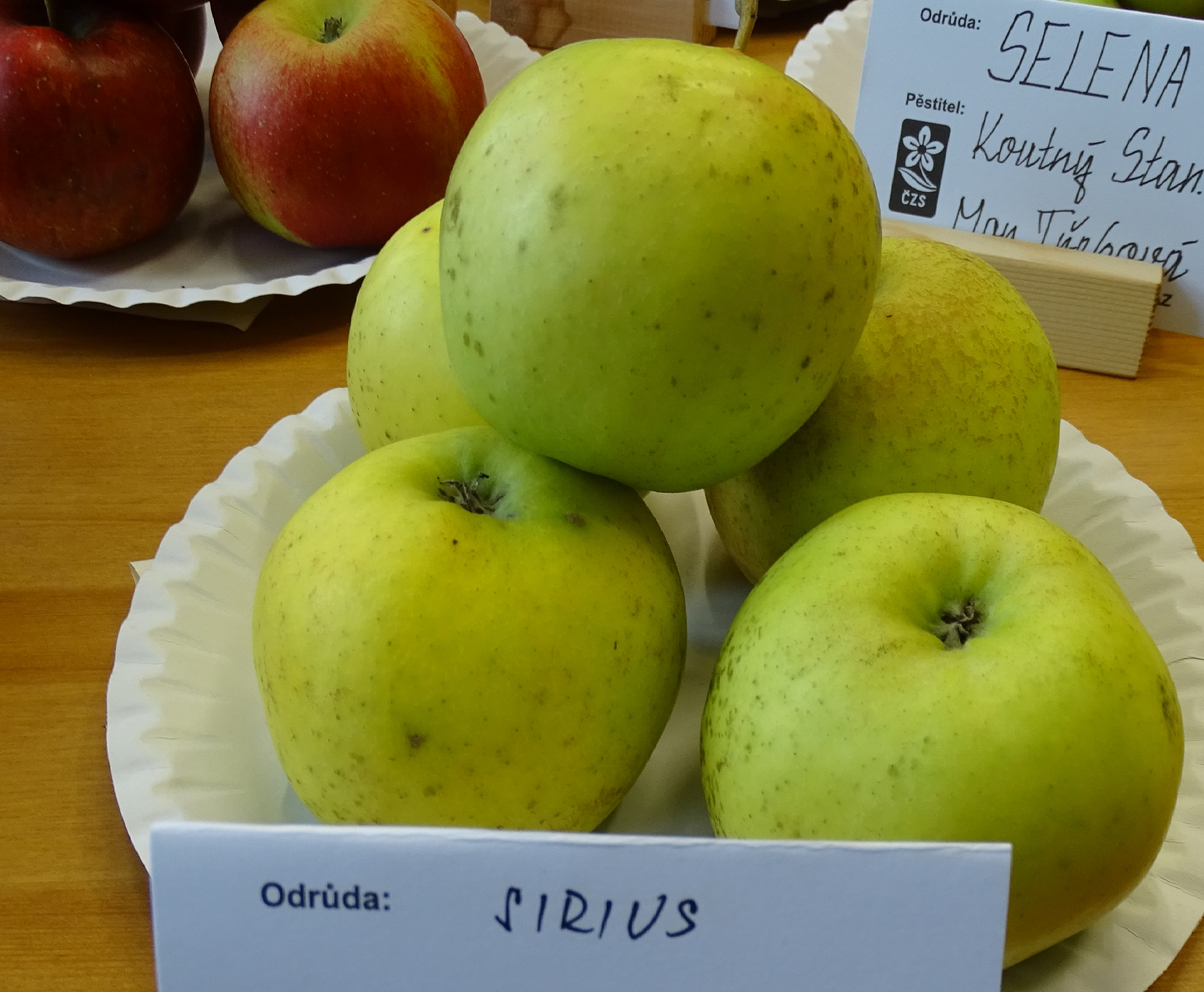
Jabloň odrůda Sirius

Plod je kulovitý, střední až velký. Slupka hladká, žlutozelené zbarvení je místně překryté červeným líčkem. Slupka je místně rzivá. Bělavá dužnina se sladce navinulou lehce aromatickou chutí je hodnocena jako velmi dobrá nebo výborná.

## Choroby a škůdci
Odrůda je rezistentní proti strupovitostí jabloní a slabě náchylná k padlí.

## Použití
Je vhodná ke skladování a přímému konzumu. Odrůdu lze použít do teplejších a ve středních poloh. Přestože je růst odrůdy bujný, je doporučováno pěstování odrůdy na slabě rostoucích podnožích ve tvarech jako zákrsky nebo vřetena.